# Ličko polje (Gorski kotar)
Ličko polje, polje u kršu Gorskog kotara, 4 km jugoistočno od Fužina, 24 km². Leži na 695 m do 738 m apsolutne visine. Okruženo je s istočne strane planinama Bitoraj (1386 m), Viševica (1428 m), Kobiljak (1107 m) i Medviđak, a na zapadnoj strani brdima Veliki Štrbac (957 m) i jugozapadno Vršak (912 m). Dno polja prekriveno je naplavnim materijalom (šljunak, pijesak, smeđa ilovača). Kroz polje protječe i ponire u njemu rijeka Ličanka, u Fužinama nazivana Fužinarka.  Polje je obradivo u zapadnom dijelu, poglavito krumpir, u južnom i istočnom dijelu je pod travnjacima (stočarstvo). Vrela se nalaze uz zapadni rub poljea. U polju se nalazi i nekoliko manjih jezera, Marasovo jezero i Potkoš (mrijestilište pastrve), a na rubnim dijelovima smjestila su se naselja, Lič (379 st., 2001.), Banovina (151 st.), Pirovište (44 st.) i Potkobiljak (10 stanovnika).
Svoje ime dobiva po najvećem naselju Lič kojega kasnih prvih godina 17. stoljeća naseljavaju bunjevačke obitelji iz zaleđa Senja, koji svoje kuće podižu podno brda Gradina. Na mjestu gdje je stajala crkva, razorena za vrijeme Drugog svjetskog rata, nalazi se danas Gospino svetište Majka Božja Snježna. 
Godine 1733. navodno se u snijegu ukazala Blažena Djevica Marija, pa je na tom mjestu podignuta kapelica.

## Vanjske poveznice
- Ličko Polje